# Binho Marques
Arnóbio Marques de Almeida Júnior (São Paulo, 29 de octubre de 1962), más conocido como Binho Marques, es un político de izquierdas brasileño. Pertenece al Partido de los Trabajadores. Ganó las elecciones del 2006 en el estado de Acre en la primera vuelta con el 53% de los votos, convirtiéndose de ese modo en el gobernador de dicho estado.  Antes ocupaba el puesto de vicegobernador. Se presentó a estas elecciones bajo una alianza denominada Frente Popular de Acre formada por seis partidos de izquierdas.
Es historiador de profesión.